# Swiss Indoors Basel 2022 - Qualificazioni doppio
Le qualificazioni del doppio del Swiss Indoors Basel 2022 sono un torneo di tennis preliminare per accedere alla fase finale della manifestazione. I vincitori dell'ultimo turno entrano di diritto nel tabellone principale. In caso di ritiro di uno o più giocatori aventi diritto, subentrano i lucky loser, ossia i giocatori sconfitti all'ultimo turno che hanno una classifica più alta rispetto agli altri partecipanti che avevano perso nel turno finale.

## Teste di serie
1. Nathaniel Lammons /  Jackson Withrow (ultimo turno, lucky loser)

1. Andrej Golubev /  Oleksandr Nedovjesov (qualificati)

## Qualificati
1. Andrej Golubev /  Oleksandr Nedovjesov

### Lucky loser
1. Nathaniel Lammons /  Jackson Withrow

## Tabellone
|  | Primo turno | Primo turno                         | Primo turno | Primo turno | Primo turno |  |  | Ultimo turno | Ultimo turno                        | Ultimo turno | Ultimo turno | Ultimo turno |  |
|  |             |                                     |             |             |             |  |  |              |                                     |              |              |              |  |
|  | 1           | Nathaniel Lammons Jackson Withrow   | 7           | 5           | [12]        |  |  |              |                                     |              |              |              |  |
|  | Alt         | Fabian Fallert Hendrik Jebens       | 5           | 7           | [10]        |  |  | 1            | Nathaniel Lammons Jackson Withrow   | 3            | 6            | [3]          |  |
|  |             | Diego Hidalgo Cristian Rodríguez    | 4           | 6           | [9]         |  |  | 2            | Andrej Golubev Oleksandr Nedovjesov | 6            | 3            | [10]         |  |
|  | 2           | Andrej Golubev Oleksandr Nedovjesov | 6           | 3           | [11]        |  |  |              |                                     |              |              |              |  |